# Kristiina Ehin
Kristiina Ehin (Rapla, 18 de julio de 1977) es una poeta, traductora, cantante y compositora estonia.
Ehin estudió en la Universidad de Tartu, donde obtuvo un título de filología y se especializó en folklore. En 2004 obtuvo una maestría en el idioma estonio y en folklore comparativo en la misma universidad. Su tesis de maestría se tituló "Las Posibilidades de Interpretación del Antiguo y Moderno Lied Estonio en la Perspectiva Femenina-Religiosa. Ha trabajado como maestra en la escuela de Vodja.
Ehin canta en el grupo coral Sinimaniseele y desde 2012 en el grupo Naised Köögis (en inglés: Mujeres en la cocina) Representó a Estonia en el evento satélite de las Olimpiadas de verano de 2012 en Londres, Poetry Parnassus, que tuvo lugar del 26 de junio al 1 de julio de 2012.
Ehin fue profesora de Artes Liberales en la Universidad de Tartu de 2015 a 2016.

## Vida personal
Ehin es hija del escritor Andres Ehin y de Ly Seppel. 
Su esposo es el músico Silver Sepp (:et). Tienen una hija llamada Luike que nació en 2016.

### Poesía
- "Kevad Astrahanis: luuletusi 1992–1999" (Tallinn 2000)
- "Simunapäev" (Tallinn 2003)
- "Luigeluulinn" (Tallinn 2004)
- "Kaitseala" (Huma 2005)
- "Emapuhkus" (Pandekt 2009)
- "Viimane Monogaamlane. Luuletused ja jutud" (Pegasus 2011)
- "Kohtumised" (2017)
- "Aga armastusel on metsalinnu süda" (2018)
- "Janu on kõikidel üks" (Tartu 2020)

### Prosa
- "Pillipuhujanaine ja pommipanijanaine" (2006)
- "Päevaseiskaja - Lõuna-Eesti muinasjutud / South-Estonian Fairy Tales" (Huma 2009), traducido al inglés por Ilmar Lehtpere
- "Viimane Monogaamlane" (2011)
- "Kirjatud teekond" (2012)
- "Paleontoloogi Päevaraamat" (2013)

### Traducciones en otros idiomas
- "Kivikuu: virolaista runoutta" anthology (Helsinki, 2002), al finlandés por Mart Velsker
- "Som en tiger bland likadana randiga" (Ariel, 2004), al sueco por Peeter Puide
- "The Drums of Silence" (Oleander Press, 2007),  al inglés por Ilmar Lehtpere
- "Noorkuuhommik - New Moon Morning" (Huma, 2007), al inglés por Ilmar Lehtpere
- "My brother is going off to war" (Lapwing, 2007), al inglés por Ilmar Lehtpere
- "Põletades pimedust - Burning the Darkness - An Dorchadas à Dhó" (Coiscéim, 2009), al inglés por Ilmar Lehtpere, y al irlandés por Gabriel Rosenstock
- "A Priceless Nest" (Oleander 2009), al inglés por Ilmar Lehtpere
- "Mond liegt in meinem Blut = Kuu on mul veres" (Edition Innsalz, 2009), al alemán por Ursula Zimmermann
- "The Scent of Your Shadow - Sinu varju lõhn" (Arc, 2010), al inglés por Ilmar Lehtpere
- "The Final Going of Snow" (Modern Poetry in Translation, 2011), al inglés por Ilmar Lehtpere
- "Ornamented Journey", kaasautor Kristi Jõeste (Saara, 2012), al inglés por Ilmar Lehtpere
- "1001 Winters - 1001 talve" (Bitter Oleander Press, 2013), al inglés por Ilmar Lehtpere
- "Ќерката на надреалистот" (DPTU PNV PUBLIKACII DOOEL, 2013), al macedonio por Julijana Velichkovska
- "In a Single Breath - Ühe hingetõmbega" (Cross Cultural Communications, 2013), al inglés por Ilmar Lehtpere
- "Walker on Water" (Unnamed Press, 2014), al inglés por Ilmar Lehtpere
- "Szívemen a dalok, akár a kövek" (Magyar Napló Kiadó, 2016), al húngaro por Béla Jávorszky

## Premios
- 2004 Premio de Literatura de la revista Sirp
- 2006 Premio de Capital Cultural Estonio en el renglón lírica junto a Jürgen Rooste
- 2006 Premio Gustav-Suits de la ciudad de Tartu
- 2007 Premio de la Sociedad de Poesía Corneliu Popescu en Traducción junto a la traductora Ilmar Lehtpere por  "The Drums of Silence"
- 2008 Premio del Presidente Estonio para Jóvenes en Cultura
- 2010 Beca del Capital Cultural Estonio Lebe und strahle (Ela ja sära)
- 2014 Premio cultural del Ministerio de Relaciones Exteriores de Estonia